# Tajemna Ewangelia Marka
Tajemna Ewangelia Marka – hipotetyczna ewangelia, której autorem miał być św. Marek Ewangelista. Mogłaby powstać na początku lat 70. I w. n.e. O jej istnieniu świadczy jedynie list Klemensa Aleksandryjskiego do Teodora z przełomu II i III w. n.e. Tekst listu odnalazł w 1958 r. w bibliotece prawosławnego klasztoru Mar Saba Morton Smith z Uniwersytetu Columbia. List opisuje okoliczności powstania i przechowywania Tajemnej Ewangelii Marka:
Marek zatem podczas pobytu Piotra w Rzymie spisał czyny Pana; nie wszystkie jednak rozgłosił; nie dał poznać tajemnych, wybrawszy te, które uznał za najprzydatniejsze dla wzrostu wiary u katechumenów. Gdy Piotr poniósł śmierć męczeńską, udał się Marek do Aleksandrii, zabierając ze sobą zapiski własne i Piotra. Z nich przenosząc do swej pierwszej księgi rzeczy postępom w wiedzy sprzyjające, ułożył Ewangelię bardziej duchową dla potrzeb doskonalących się. Aż do oznajmienia rzeczy nie wymawianych jednak się nie posunął, ani nie zapisał nauki mistagogicznej Pana. Natomiast do spisanych przedtem czynów dołożył inne; dodał jeszcze pewne słowa, co do których wiedział, że wyjaśnienie wprowadzi słuchaczy w tajemnicę, do sanktuarium prawdy zakrytej siedmioma zasłonami.
Tak zatem [to] przygotował, nie będąc, jak mniemam, ani zawistnym, ani nieprzezornym. A umierając pozostawił swoje dzieło Kościołowi w Aleksandrii, gdzie teraz jeszcze jest strzeżone w sposób zupełnie niezawodny i odczytywane tylko tym, którzy są wtajemniczeni w wielkie tajemnice.
Z tekstu wynika, że Ewangelia Marka byłaby późniejszą, okrojoną wersją Tajemnej Ewangelii Marka. Stanowisko to podzielają niektórzy uczeni – np. Helmut Koester, Hans-Martin Schenke czy John Dominic Crossan. Inni z kolei, np. Stephen Carlson twierdzą nawet, że Morton Smith dopuścił się fałszerstwa. W liście Klemensa Aleksandryjskiego do Teodora znajdują się fragmenty Tajemnej Ewangelii Marka, które nie zostały zamieszczone w Ewangelii Marka:
I przyszli do Betanii. I była tam pewna kobieta, której brat zmarł. I przyszedłszy, padła na ziemię przed Jezusem i powiada do Niego: „Synu Dawida, miej dla mnie litość”. Ale uczniowie skarcili ją. I Jezus, rozgniewany, odszedł z nią do ogrodu, w którym był grób i z grobu natychmiast dobiegł wielki krzyk. I podszedłszy bliżej Jezus odwalił wielki kamień u drzwi grobu. I natychmiast, wchodząc do miejsca, gdzie leżał młodzieniec, wyciągnął rękę i uniósł go, pociągając za rękę. Lecz młodzieniec, spoglądając na Niego, pokochał go i prosił, by mógł z Nim zostać. I wychodząc z grobu przyszli do domu młodzieńca., był on bowiem bogaty. I po sześciu dniach Jezus powiedział mu, co ma robić, i wieczorem młodzieniec przyszedł do Niego odziany w lniane płótno na nagim ciele. I pozostał z Nim tej nocy, bo Jezus nauczył go tajemnic królestwa Bożego. I stąd, powstając, powrócił na drugą stronę Jordanu.
I przybywa do Jerycha. I siostra młodzieńca ukochanego przez Jezusa, i jego matka, i Salome były tam, i Jezus ich nie przyjął.
Klemens Aleksandryjski twierdzi w swym liście, że fragmenty te zostały podstępem zdobyte przez Karpokratesa, przywódcę gnostyckiej sekty karpokratian i „zgodnie z jego bluźnierczymi i cielesnymi poglądami” zinterpretowane. Według Karpokratesa i karpokratian świat mieli stworzyć archonci, władający duszami ludzkimi za pomocą namiętności.
Smith sugeruje, że młodzieniec, o którym mowa jest tożsamy z postacią pojawiającą się w Ewangelii Marka podczas pojmania Jezusa w ogrodzie Getsemani (Mk 14, 51-52).
51 A pewien młodzieniec szedł za Nim, odziany prześcieradłem na gołym ciele. Chcieli go chwycić, 52 lecz on zostawił prześcieradło i nago uciekł od nich. 